# زيجي بن حاييم
زيجي بن حاييم (مواليد 1945 بغداد، العراق) رَسام ونَحات أمريكي-إسرائيلي. زيجي من يَهود العِراق، غادرة البِلاد مَع عائِلتهُ أثناء فَترة تَهجير اليَهود مِنَ الدول العَربية.

## سيرة
ولدَ زيجي بن حاييم في بَغداد، العِراق. في سِن الخامِسة فرت عائِلتهُ منَ البلاد إلى إسرائيل أثناء فَترة تَهجير اليَهود منَ الدول العَربية. قضى زيجي مُعظم فترة مُراهقته في تل أبيب ودرس في معهد أفني للفنون الجميلة من عام 1966 إلى عام 1970. بعد أن انتقل إلى الولايات المتحدة، في عام 1971 التحق بكلية كاليفورنيا للفنون، في عام 1973 حصلَ على الماجستير من جامعة جون أف كينيدي، وماجستير في إدارة الأعمال من جامعة ولاية سان فرانسيسكو عام 1974. وفي عام 1975 أصبحَ مواطنًا أمريكيًا، مُنذُ ذلِكَ الحين يعيش زيجي في مانهاتن، سوهو.

## الاسلوب
لا يَستَعمل زيجي القِماش في أعماله، بدلاً من ذلك يَستَخدِم مَواد من بيئتهُ الصِناعية الخاصة. في وقت سابق من حَياتهُ المِهنية، بدأ زيجي الرَسم على قُصاصات الورق المُهملة التي جمعها من زوايا حيه في نيويورك، قبلَ الانتِقال إلى المَزيد من المواد الصِناعية، واختيار الألمنيوم لجودته الفارِغة، التي على عكس القِماش، ليسَ لها نسيج، تفتقر إلى لون الورق، ويسمح للمرء أن «يبدأ من لا شيء». حتى الطِلاء الذي يُطبقه على أسطح الألمنيوم هذه هو طلاء أساسه الزيت، وليس الأكريليك، طِلاء لا يُستخدم عادة في الفن.
يتجلى مَوضوع البيئة في الرموز المتكررة في عمله، بما في ذلك تلك الموجودة في العمل «90 يومًا من بَرلين». يَصف زيجي هذه ِالعَناصر بأنها «عناصر للبقاء»: ورقة، رمز أساسي للطبيعة «يعيش ويموت ويُهاجر» تمامًا مثل البشر. طوب، رمز قديم للخلق والإبداع في كل مجتمع تقريبًا. إن الجمع بين الاثنين ضروري للبقاء، كما يقول زيجي، وهما يجتمعان معًا في صورة النملة الكادِحة، والتي غالبًا ما تُرى في الطبيعة وهي تحمل عبء ورقة الشجر على ظهرها. يقول: «هُناك عَدم تناسُق في الطَبيعة»، مشيرًا إلى حَمل النملة الورقة في بَعض أعماله.

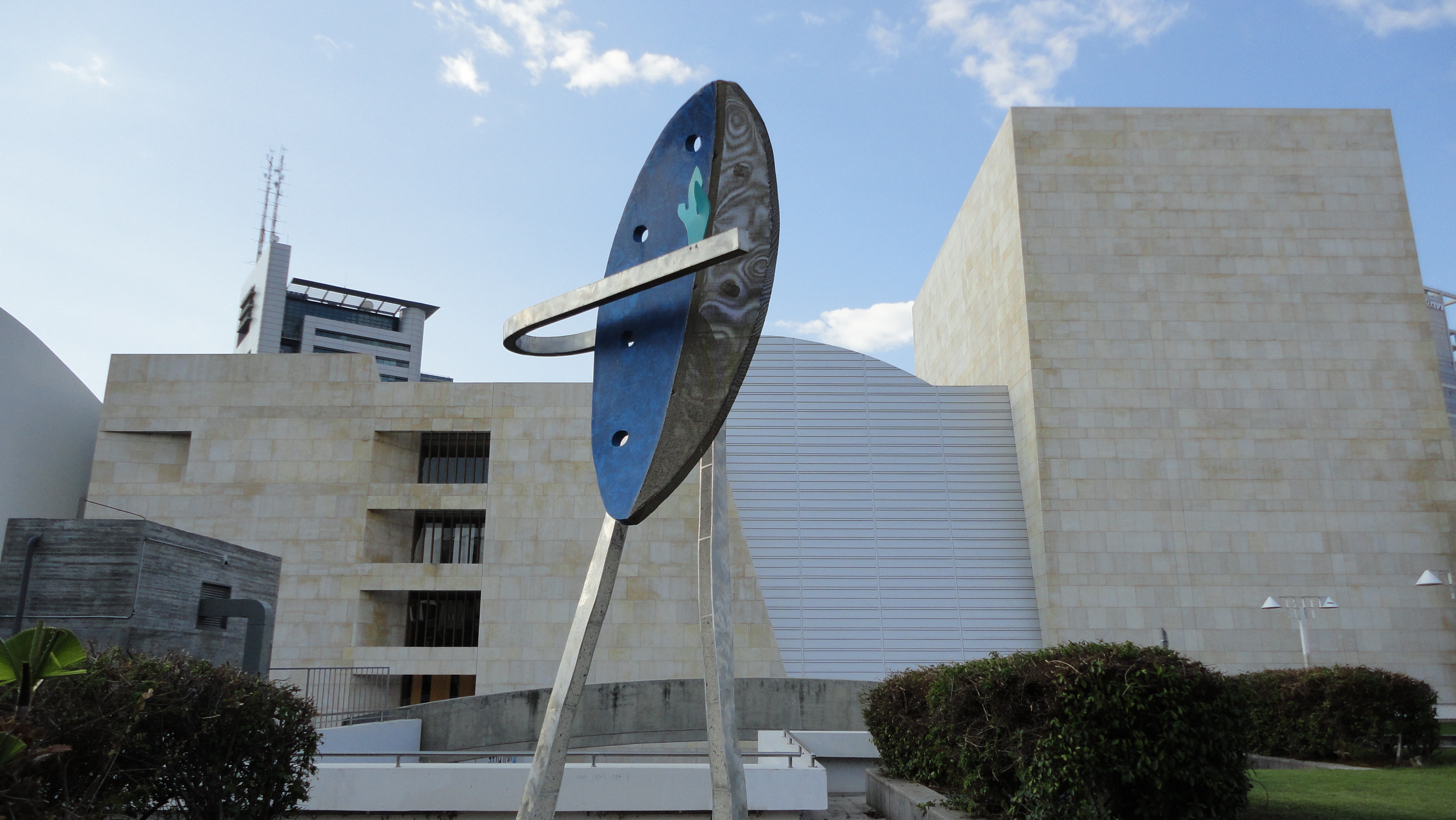
عَمل فني لزيجي بعنوان "خطوة رائعة" (2003)، أمام متحف تل أبيب للفنون.

ظل زيجي يبتكر اللوحات والمنشآت ثلاثية الأبعاد والمنحوتات الداخلية والخارجية حتى يومنا هذا. من وقت لآخر، يجد نفسه يُجرب موادًا أخرى مثل الخرسانة والأفلام والحبال والخيش لتكوين وجهة نظر، لخلق آثار للثَقافة والطَبيعة عِندما تتصادم وتتزامن لتشكل تجربة جَديدة.
تلقى زيجي العَديد منَ الجوائز والمُنح منَ المؤسسات بما في ذلك الصندوق الوطني للفنون، ومجلس ولاية نيويورك للفنون، والهيئة الألمانية للتبادل الثقافي، ووزارة الثقافة اللإسرائيلية. يتم تضَمين أعماله وعرضَها في العَديد من المَجموعات العامة والخاصة حول العالم، بِما في ذلك مُتحف غوغنهايم، المُتحف اليهودي، مُتحف بروكلين، مُتحف إسرائيل، المعرض الوطني للفنون، ومُتحف تل أبيب.

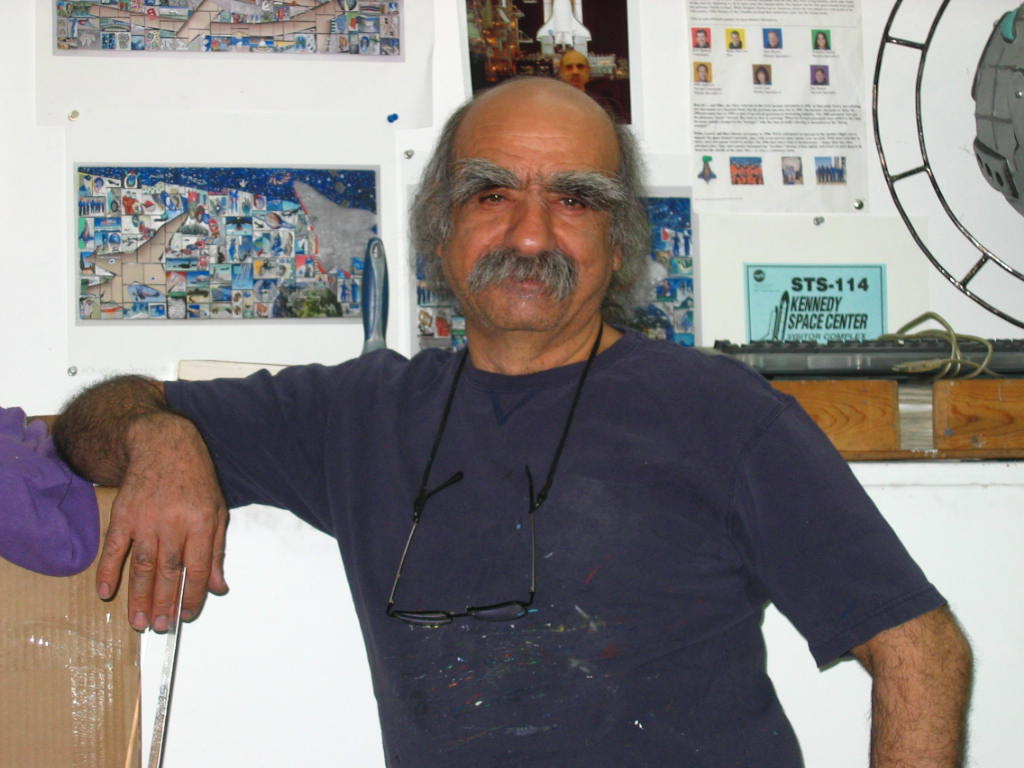
زيجي 2008.

## المشاريع

### مشاريع سابقة
في 9 أغسطس 2017، كشف زيجي عن عَمل، «كنز الأخضر»، في سوهو، شارع برودواي. يُعتبر التِمثال أول مَنحوتة تحصل على إذن لتثبيتها على لمبة حافلة في شارع برودواي. تم صُنع التِمثال «للتأكيد على أهمية الطبيعة»، ويقف كتذكير بـ «أهمية إعادة الاتصال بالطبيعة النقية الخَضراء». يَستخدم العَمل رمز الورقة، الرمز الرئيسي في أعمال زيجي على مدار الثلاثين عامًا الماضية. إنه يرمز إلى الطبيعة وهو طريقة مجازية للتأكيد على الطبيعة والبيئة المحيطة.

### مشاريع حالية

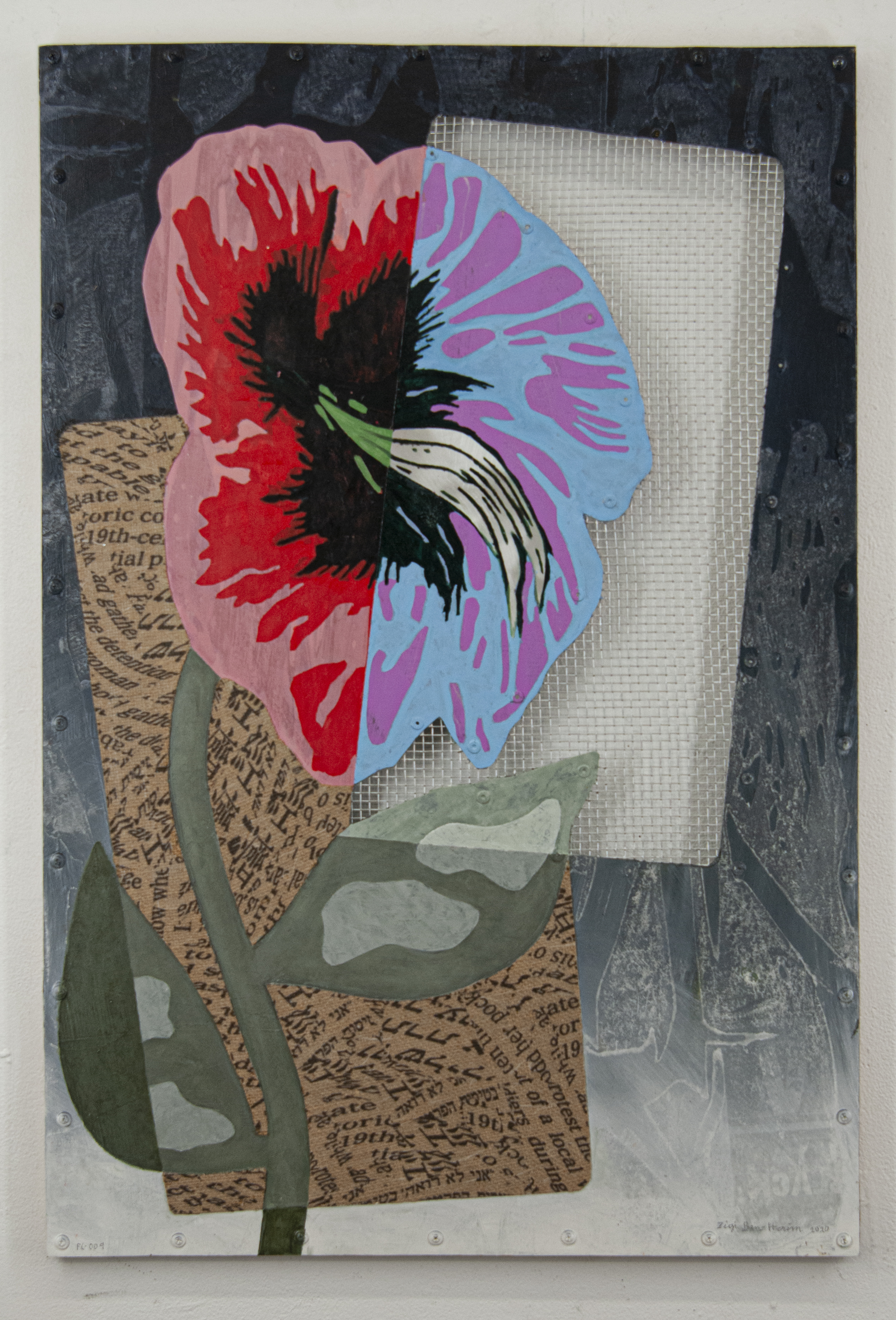
لماذا الزهور؟ رقم 9.

#### «لماذا الزهور؟»
سِلسلة منَ اللوحات الفَنية تصور الزُهور كموضوع رئيسي. يُبَرر زيجي سَبب أختيار الزُهور:
"لَقد أبرَزتْ الجائِحة وجودَنا بينَ خَيط الحَياة والمَوتْ.
كائِن واحِد يُمَثِل كِلا الطَرفينْ.

سَواء كُنا نَمر بأوقات سَيئة أو أوقات جَيدة فَحن نَتَلقى الزُهور!".

#### «شَجرة بوي»
عِبارة عَن سِلسلة من المَنحوتات تمَ إعدادها بشكل فردي بهدف «زرعها» في مَواقع مُختلفة حول العالم. يَتمُ تصنيع كل واحدة من الألمنيوم المطلي على شكل شَجرة، مُثبتة بَمقعد حجري ذو عَجلات مَعدنية ثابِتة. توجد أربع مَنحوتات مِن هذا العَمل حَتى الآن؛ اثنان في فالبون، فرنسا، والثالث في مركز القلب التابع لمركز شيبا الطبي في إسرائيل، والرابِع في حَدائق نيمان في تل أبيب.

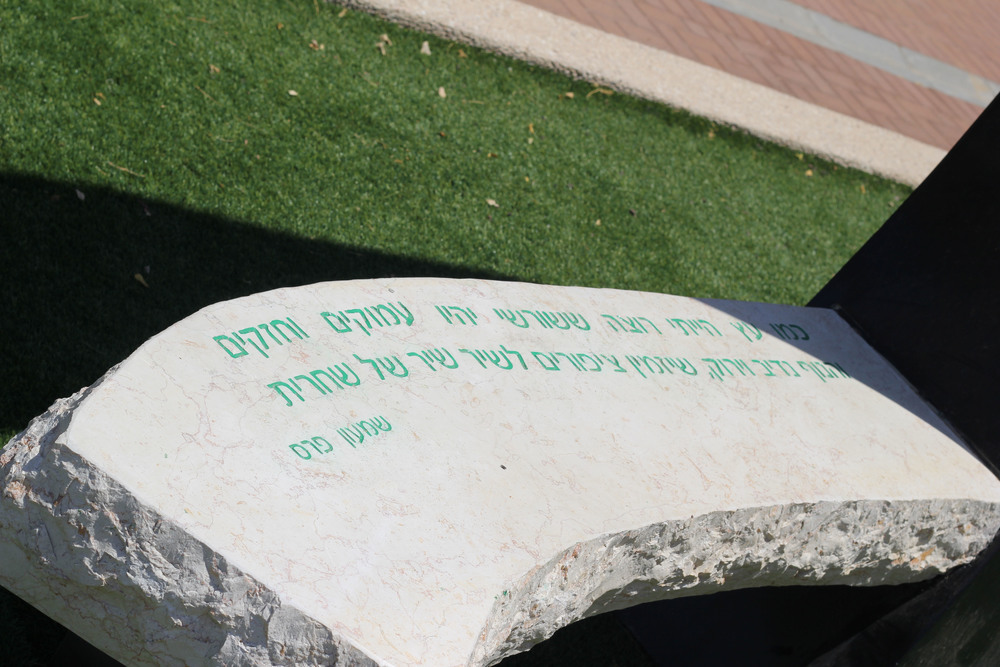
نحتت لقصيدة على مَقعد أحد مَنحوتات «شَجرة بوي» المَوجود في حدائق نيمان في تل أبيب.

نُحِتت قَصيدة في كل مَقعد نِت مَقاعد هذه المَنحوتات. تم تثبيت كل مِنها في بيئته الفَريدة، وهي تَتَجذر في الثَقافة والطبيعة المُتغيرة لمُحيطها. يختار مالِك أو مفوض النَحت القصيدة، ويقرر لون الجزء العلوي من «الشجرة»، وكذلك نَوع الحَجر الذي سيتم إنشاء المِقعد مِنه. في مُعظم الحالات، يُجلب الحجر مِن البلد الذي تمَ زَرعهُ فيه.